# Louis Heusghem
Louis Heusghem, né le 26 décembre 1882 à Ransart (Charleroi) et mort le 26 août 1939, est un coureur cycliste belge.

## Biographie
Ses frères Pierre-Joseph et Hector ont également été cyclistes professionnels.

## Palmarès
- 1909
  - Circuit Liégeois
  - 3e de Sedan-Bruxelles
- 1911
  - 5e du Tour de France
- 1912
  - Paris-Tours
  - 12e étape du Tour de France
  - 7e de Milan-San Remo
- 1914
  - 2e de Paris-Bruxelles
  - 10e du Tour de France
- 1919
  - 2e de Bordeaux-Paris
  - 4e de Paris-Roubaix
  - 6e de Liège-Bastogne-Liège
- 1920
  - 8e étape du Tour de France
  - 2e de Bordeaux-Paris
  - 6e du Tour de France

## Résultats sur le Tour de France
8 participations 
- 1911 : 5e du classement général
- 1912 : 11e du classement général, vainqueur de la 12e étape
- 1913 : abandon (7e étape)
- 1914 : 10e du classement général
- 1919 : abandon (4e étape)
- 1920 : 6e du classement général, vainqueur de la 8e étape
- 1921 : abandon (2e étape)
- 1922 : 19e du classement général